# Janusz Ślązak
Janusz Lubomir Ślązak (ur. 20 marca 1907 w Warszawie, zm. 24 lutego 1985 tamże) – polski wioślarz, dwukrotny medalista olimpijski.
Ukończył Gimnazjum im. Mikołaja Reja w Warszawie oraz Szkołę Główną Handlową.
Wystartował na igrzyskach olimpijskich w Amsterdamie (1928), gdzie w wyścigu ósemek odpadł w ćwierćfinałach. Podczas igrzysk olimpijskich w Los Angeles cztery lata później zdobył dwa medale. W dwójce ze sternikiem, razem z Jerzym Braunem i Jerzym Skolimowskim zajął drugie miejsce, przegrywając walkę o zwycięstwo z osadą USA o 5,4 sekundy. W czwórce ze sternikiem, wspólnie z Braunem, Edwardem Kobylińskim, Stanisławem Urbanem i Skolimowskim wywalczył brązowy medal. Startował także na igrzyskach olimpijskich w Berlinie w 1936, gdzie w dwójce ze sternikiem odpadł w repasażach w dwójkach ze sternikiem (z Braunem i Skolimowskim).
Zdobył ponadto srebrny medal w dwójce ze sternikiem (z Braunem i Skolimowskim) na mistrzostwach Europy w Budapeszcie w 1933.
Pięć razy był mistrzem Polski: w dwójce ze sternikiem (1933 i 1936), czwórce bez sternika (1936), czwórce ze sternikiem (1933) i ósemce (1927). Dwa razy był wicemistrzem (dwójka ze sternikiem w 1937 i czwórka ze sternikiem w 1930), a cztery razy brązowym medalistą (dwójka ze sternikiem w 1931 i ósemka w 1928, 1930 i 1931).
Startował w AZS Warszawa i Warszawskim Towarzystwie Wioślarskim.
W czasie kampanii wrześniowej walczył w stopniu podporucznika rezerwy w składzie Armii „Modlin”. Po dostaniu się do niewoli przebywał m.in. w oflagu Woldenberg. Po wojnie pracował w Zjednoczeniu Gospodarki Rybnej. Był także trenerem wioślarskim.
Został pochowany na cmentarzu Powązkowskim (kwatera 210 rząd 6. miejsce 27)

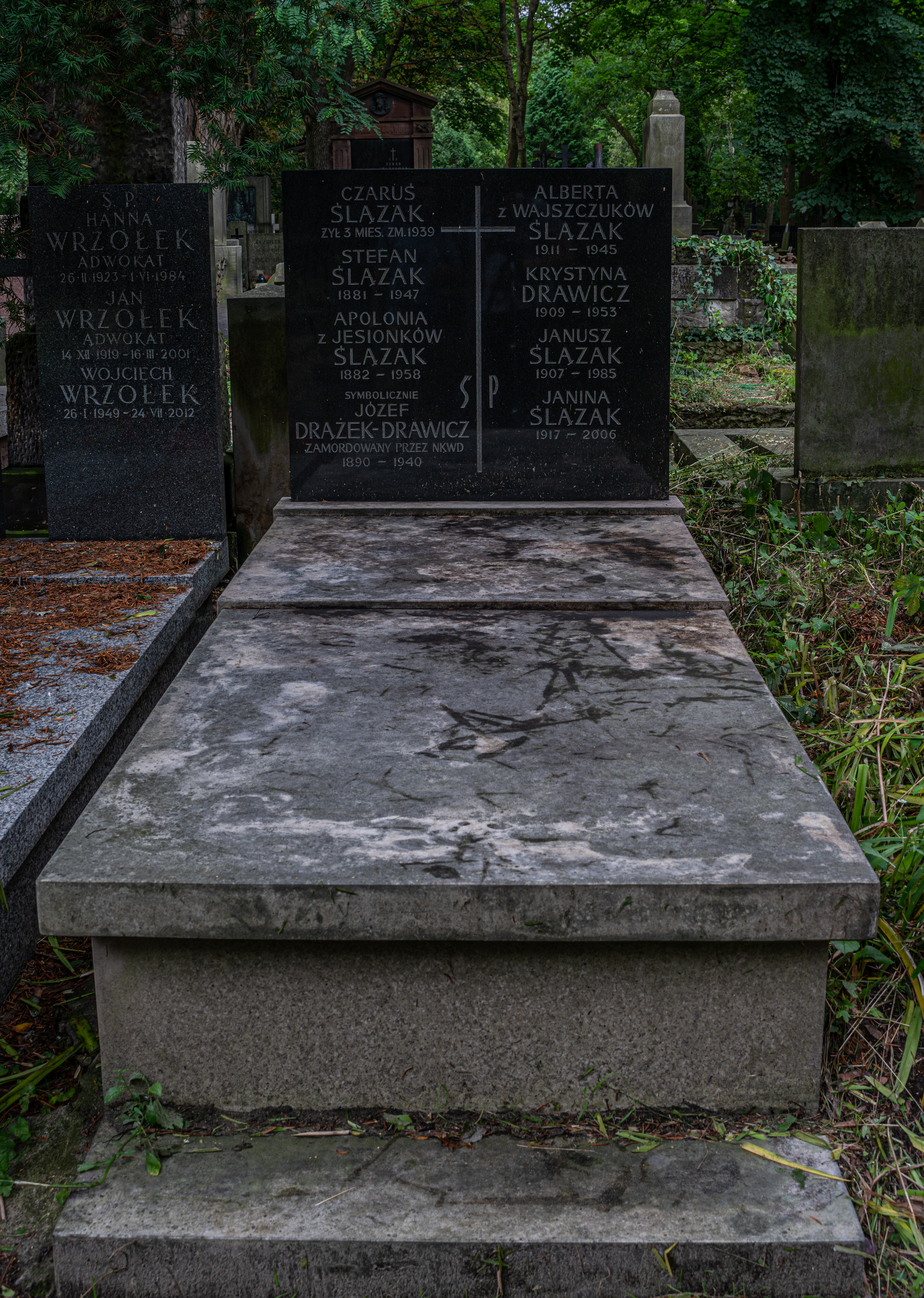
Grób Janusza Ślązaka na cmentarzu Powązkowskim